# مالويربايتس (تطبيق)
مالويربايتس (كان يُسمي سابقاً مالويربايتس مضاد البرمجيات الخبيثة) (بالإنجليزية: Malwarebytes)‏ هو برنامج لمكافحة البرمجيات الخبيثة يعمل على مايكروسوفت ويندوز،ماك وأندرويد، تم إصداره من شركة مالواربيتس (Malwarebytes Corporation)، وتم إصداره لأول مرة في 2006، يتوفر على نسخة مجانية حيث يقوم بالفحص والقضاء على البرمجيات الخبيثة عند تشغيله يدوياً

## نظرة عامة
مالويربايتس في الأساس فاحص والذي يفحص ويمسح البرمجيات الخبيثة، ويتضمن ذلك برامج الأمن الإحتيالية، أدوير وبرامج التجسس. يفحص مالويربايتس في وضع المعالجة بالدفعات، وذلك بدلاً من فحص جميع الملفات وهي مفتوحة، وبذلك يُقلل الإعاقة من برنامج أخر مضاد للبرمجيات الخبيثة والذي قد يكون عاملاً علي الحاسوب.

## نزاع مع IObit
في 2 نوفمبر 2009 ، اتهمت شركة Malwarebytes  منافستها IObit بإدراج قاعدة بيانات Malwarebytes Anti-Malware (والعديد من المنتجات من موردين آخرين، لم يتم تسميتها) في برنامج الأمان IObit Security 360. وقد رفض IObit هذا الاتهام وذكر أن قاعدة البيانات استنادًا إلى عمليات إرسال المستخدم، وأحيانًا يتم وضع نفس أسماء التوقيعات الموجودة في برنامج Malwarebytes في النتائج. قالوا أنه لم يكن لديهم الوقت لتصفية أسماء التوقيع التي تشبه Malwarebytes. وذكرت IObit أيضا أن Malwarebytes لم يكن لديك دليل مقنع، ووعد بأن قواعد البيانات لم تكن مسروقة. بعد الإعلان من IObit ، أجاب Malwarebytes أنهم غير مقتنعين بالحجة من IObit. تدعي شركة Malwarebytes أنها قد قدمت إشعارات انتهاك DMCA ضد CNET و Download.com و Majorgeeks حتى تتمكن مواقع التنزيل من إزالة برنامج IObit. قال IObit أنه اعتبارا من الإصدار 1.3 ، تم تحديث قاعدة بياناتهم لمعالجة هذه الاتهامات من سرقة الملكية الفكرية التي قدمتها في وقت سابق Malwarebytes.

## التعامل مع Vonteera
Vonteera هو ادواري يستخدم شهادات مسروقة ويعطل الحماية من البرامج الضارة والفيروسات، مثل Malwarebytes. سردت Malwarebytes حلاً لإزالة هذا التهديد.

## الثغرات الأمنية
في 2 فبراير 2016 ، أعلن Project Zero عن أربع نقاط ضعف في المنتج الرئيسي لـ Malwarebytes ، بما في ذلك عدم وجود تشفير من جانب الخادم لملفات التحديث وعدم وجود توقيع صحيح على الحمولة داخل البيانات المشفرة ؛ المجموعة التي سمحت للمهاجم بإعادة ترجمة الحمولة المشفرة باستخدام مآثر. استجابت Malwarebytes قبل يوم واحد من الكشف في مقالة مدونة توضح بالتفصيل الصعوبة الشديدة في تنفيذ هذه الهجمات، بالإضافة إلى الكشف عن حل المشكلات التي أعلن عنها من جانب الخادم والتشفير في غضون أيام من الكشف الخاص ولم تكن معلقة في الوقت الذي نشر فيه Project Zero ابحاث. كما نشرت Malwarebytes معلومات عن كيفية حماية المستخدمين الحاليين حتى يتم إصدار التصحيح.وقد نتج عن هذا الحدث أيضًا إنشاء برنامج مكافآت علة رسمي من قِبل شركة Malwarebytes ، التي تقدم الآن ما يصل إلى 1000 دولار لكل إفشاء، اعتمادًا على مدى الخطورة.

## روابط خارجية
- مالويربايتس على موقع Google Play (الإنجليزية)
- الموقع الرسمي